# Briny Breezes (Florida)
Briny Breezes város az USA Florida államában, Palm Beach megyében. Lakosainak száma 502 fő (2020. április 1.).

## Népesség
A település népességének változása:
| Lakosok száma | 411  | 601  | 502  |
|               | 2000 | 2010 | 2020 |